# Neoceratitis efflatouni
Neoceratitis efflatouni är en tvåvingeart som först beskrevs av Friedrich Georg Hendel 1931.  Neoceratitis efflatouni ingår i släktet Neoceratitis och familjen borrflugor. Inga underarter finns listade i Catalogue of Life.